# متحف الفنون الجميلة في هيوستن
متحف الفنون الجميلة في هيوستن (بالإنجليزية: The Museum of Fine Arts, Houston)‏ وهو متحف يقع في مدينة هيوستن، تكساس في الولايات المتحدة وهو واحد من أكبر المتاحف في الولايات المتحدة، تتواجد في المتحف أعمال تعود قدمها تمتد ل6000 سنة و64 ألف عمل من 6 أقسام مختلفة، يزور المتحف حوالي 1.25 سائح في كُل سنة.